# Phek
Phek ist eine Stadt im indischen Bundesstaat Nagaland.
Die Stadt ist Hauptort des Distrikts Phek. Phek hat den Status eines Town Committee. Die Stadt ist in 11 Wards gegliedert. Sie hatte am Stichtag der Volkszählung 2011 14.204 Einwohner, von denen 7975 Männer und 6229 Frauen waren. Christen bilden mit einem Anteil von über 84 % die Mehrheit der Bevölkerung in der Stadt. Hindus bilden eine Minderheit von über 13 %. Die Alphabetisierungsrate lag 2011 bei 89,1 % und damit deutlich über dem nationalen Durchschnitt. 82,8 % gehören den Scheduled Tribes an.